# Hypocryphalus
Hypocryphalus är ett släkte av skalbaggar. Hypocryphalus ingår i familjen vivlar.

## Dottertaxa tillHypocryphalus, i alfabetisk ordning[1]
- Hypocryphalus aciculatus
- Hypocryphalus afiamalus
- Hypocryphalus africanus
- Hypocryphalus angustior
- Hypocryphalus asper
- Hypocryphalus bakeri
- Hypocryphalus basihirtus
- Hypocryphalus bidentatus
- Hypocryphalus brevior
- Hypocryphalus caplandicus
- Hypocryphalus constrictus
- Hypocryphalus corpulentus
- Hypocryphalus cylindripennis
- Hypocryphalus cylindrus
- Hypocryphalus densepilosus
- Hypocryphalus discrepans
- Hypocryphalus dubiosus
- Hypocryphalus fici
- Hypocryphalus formosanus
- Hypocryphalus froggatti
- Hypocryphalus ghanaensis
- Hypocryphalus glabratus
- Hypocryphalus granulatus
- Hypocryphalus imitans
- Hypocryphalus interponens
- Hypocryphalus kalambanganus
- Hypocryphalus laevis
- Hypocryphalus laticollis
- Hypocryphalus longipilis
- Hypocryphalus maculatus
- Hypocryphalus malayensis
- Hypocryphalus mangiferae
- Hypocryphalus mindoroensis
- Hypocryphalus minor
- Hypocryphalus minutus
- Hypocryphalus mollis
- Hypocryphalus montanus
- Hypocryphalus moorei
- Hypocryphalus nigrosetosus
- Hypocryphalus nitidicollis
- Hypocryphalus obscurus
- Hypocryphalus opacus
- Hypocryphalus ovalicollis
- Hypocryphalus perminimus
- Hypocryphalus pilifer
- Hypocryphalus piliger
- Hypocryphalus polynesiae
- Hypocryphalus reflexus
- Hypocryphalus rotundus
- Hypocryphalus sandakanensis
- Hypocryphalus setulosum
- Hypocryphalus spathulatus
- Hypocryphalus striatus
- Hypocryphalus sumatranus
- Hypocryphalus tongaensis
- Hypocryphalus triangularis
- Hypocryphalus tutuilaensis